# Пара (парична единица)
Вижте пояснителната страница за други значения на Пара.
Пара̀ (на турски: para, от фарси para - къс, късче, парче) е османска, турска, албанска, черногорска парична единица, понастоящем използвана и в Сърбия.
Парата е сребърна монета, пусната в обращение през 1623 г. при управлението на султан Мурад IV и е номинал на основна османска монетна единица. Първоначално е с тегло 1.10 gr, като постепенно намалява до 0,22 gr в началото на ХХ век.Оттогава стойността ѝ непрекъснато пада, докато не остава 1/40 от гроша. По-късно в Османската империя парата е 3 акчета. В Турция парата е 1/40 от куруш, който на свой ред е 1/100 от турската лира. Сеченето на монетата от сребро се преустановява през 1857 г., когато се заменя с меден еквивалент. Новата турска лира е разделена единствено на куруши. В турския език днес „пара“ (para) е нарицателно за пари.
След Освобождението в България съгласно закона за демонетизацията през 1887 г. 2 османски пари се равняват на 1 стотинка.
Парата е наследена от Османската империя в Сърбия - сръбският динар се дели на 100 пари. Съществувалият от 1906 до 1918 г. черногорски перпер се разделя на 100 пари. В сръбския освен новац нарицателно за пари може да е и паре, от пара.
В Албания преди установяването на албанския лек в 1926 година са пускани пари и грошове. Днешното албанско нарицателно за пари paraja, също произлиза от пара.
Също като в турски и албански името на тази парична единици в българския език и впоследствие и в македонския литературен език се превръща в нарицателно наименование на парите. Пара днес може да се употребява събирателно за пари, но по-често е схващано като единствено число и означава монета.

## Бележка
1. ↑  Харитонов, Христо. Стари мерки теглилки и монети в България (VІІ-ХХ век), Издателство „Абагар“, Велико Търново, 2004, ISBN 954-427-607-6
2. ↑  Енциклопедия България, том 5, Издателство на БАН, София, 1986, стр. 65.